# Histoire militaire de Vannes
L’histoire militaire de la Vannes va de l'Ancien Régime à aujourd'hui. Elle est marquée par le passage de nombreuses unités militaires, depuis les premiers régiments de l'Ancien régime jusqu'à la création de la Base de défense de Vannes-Coëtquidan, intégrant le 3e RIMa, en 2010.

## Une ville attachée à ses régiments

### Une présence ponctuelle

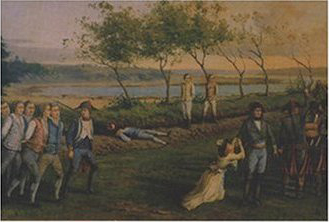
Exécution des émigrés de Quiberon à la Garenne

Sous l'Ancien Régime et après la révolution, la ville accueille ponctuellement un certain nombre de régiments dans les anciens bâtiments exigus de Nazareth et de la Visitation. Les garnisons ne dépassent pas plus de 700 hommes (régiment de Vivarais, régiment de Bretagne, régiment d'Agénois, régiment de Rouergue, régiment de Walsh). Pendant la chouannerie entre 1794 et 1800, la division puis la légion de Vannes (armée catholique et royale du Morbihan) était forte de 2 000 hommes. Lors de l'expédition de Quiberon en 1795, Lazare Hoche établit son quartier général à Vannes et une commission militaire chargée de juger les prisonniers de Quiberon y siège. Certains émigrés dont les chefs Charles François de Virot de Sombreuil et Urbain-René de Hercé  sont exécutés dans le jardin de la Garenne.
Avec la Révolution, la découpe militaire territoriale rattache Vannes à la 31e Division. On retrouve le 21e régiment de cavalerie issu du régiment Royal-Picardie en 1791 et le 72e RI en 1792.
Le 15 septembre 1800, 1200 hommes se mutinent pour non solde et ceci le jour du départ pour l'armée d'Italie intervient au sein du 52e RI placée sous les ordres du chef de brigade Jean-Baptiste Michel Féry. 
Quoique malade, Fery monte à cheval et intime l'ordre aux rebelles de rendre le drapeau qu'ils ont saisi et de rentrer dans leurs rangs. Devant leur refus, il saute à terre et tente de se frayer un chemin jusqu'au drapeau. Il en est empêché par les baïonnettes des rebelles. Il tire avec son pistolet, tue l'un des mutins et en blesse un autre et est lui-même percé de trois coups de baïonnettes. Recevant alors l'appui des soldats de la demi-brigade qui n'avaient pas suivi la sédition, il parvient à convaincre les mutins d'abandonner leur révolte, sans autre effusion de sang.
En 1804-1805, le 3e bataillon du 37e RI s'établit dans la ville, entre 1828 et 1844, Vannes est une des villes de garnison du 5e régiment d'infanterie de ligne.
Pendant des années, la présence de l'armée est sporadique : le 6e régiment d'artillerie en 1808, le 7e régiment de chasseurs à cheval en 1810, le 67e RI en 1814, le 75e RI en 1825, le 65e RI en 1836, le 11e RI en 1846-1847 et le 43e RI en 1860.

### Ville de garnison

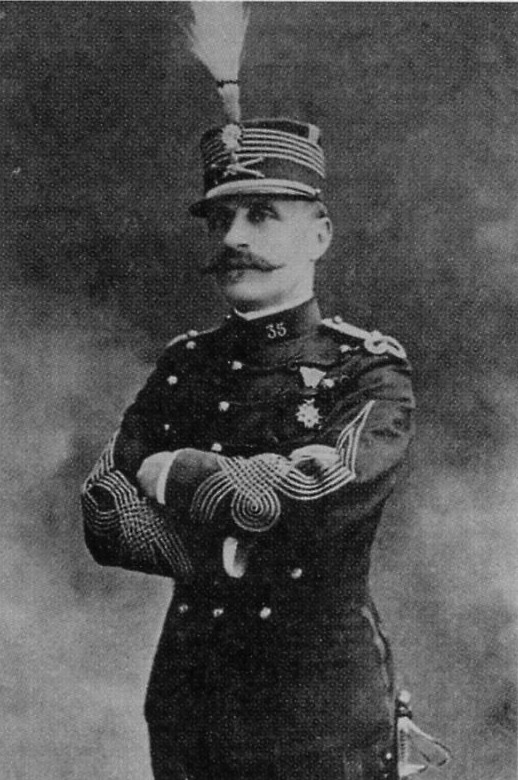
Colonel Ferdinand Foch - Commandant du 35 RA de 1903 à 1905

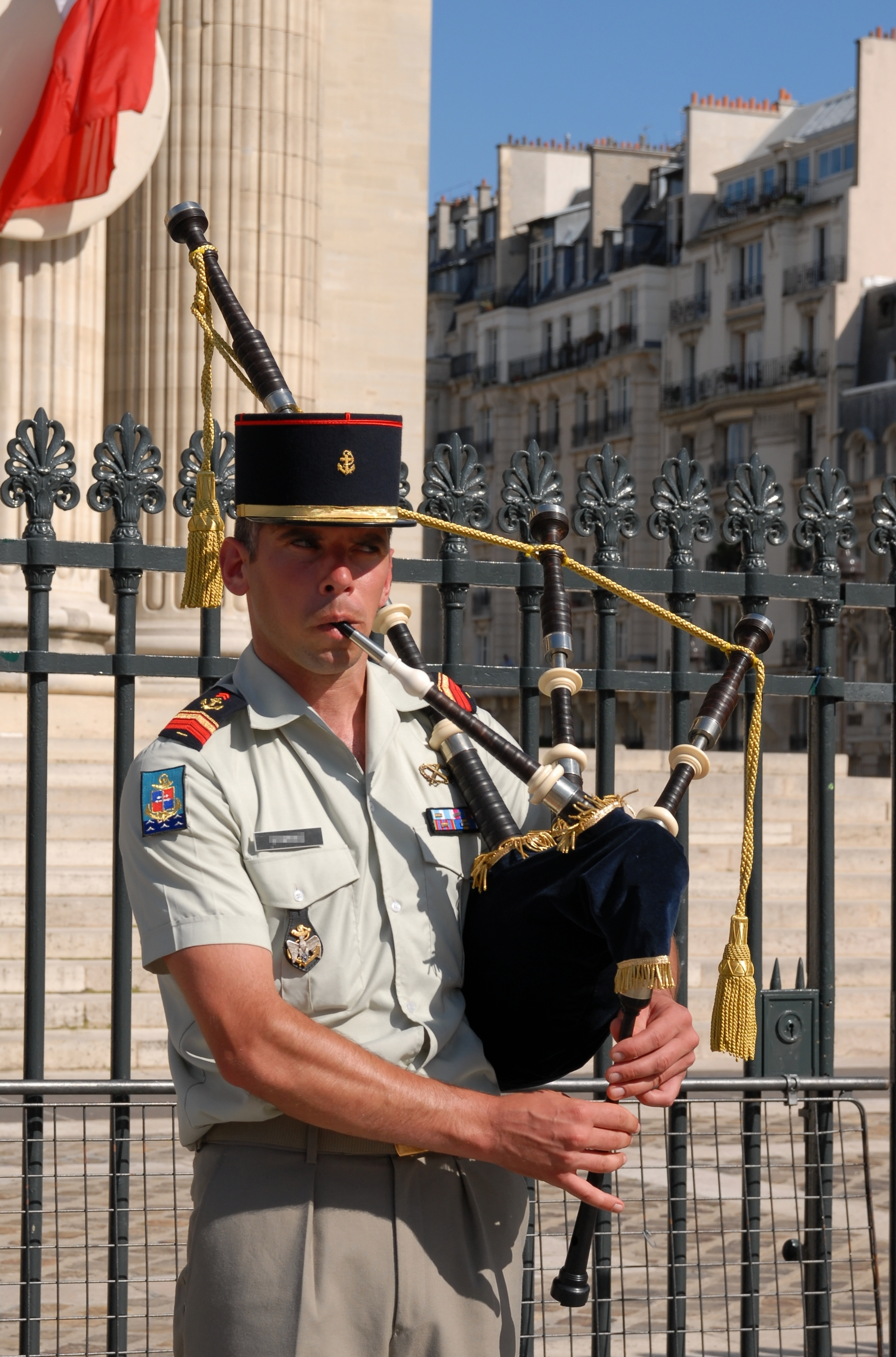
Soldat du 3e RIMa jouant de la cornemuse à Paris lors du défilé du 14 juillet 2007

Après la défaite lors de la guerre franco-prussienne de 1870 et la perte de l'Alsace-Lorraine, il est nécessaire de trouver de nouveaux lieux de garnisons pour les bataillons de l'Est. La municipalité vannetaise voit l'occasion de relancer une économie sur le déclin depuis une vingtaine d'années. L'implantation de régiments est négociée et la ville s'engage en 1873 à mettre à disposition de l'armée des terrains nécessaires à l'installation de casernes et de champs de manœuvres. Le 19 septembre 1873, la municipalité décide de l'apport de 28 hectares de terrain avec un emprunt de 2 millions de francs. Le 7 octobre 1873, à peine trois semaines plus tard, il est créé le 35e régiment d’artillerie, commandé par le colonel Foch de 1903 à 1905, aujourd'hui basé à Tarbes sous le nom de 35e régiment d’artillerie parachutiste.
En 1874, l'école d'artillerie du XIe Corps d'Armée, issue de celle de Metz, prend ses quartiers à l'Hôtel Lagorce dit château de l'Hermine. Plus tard en 1876, un ensemble de bâtiments, qui formeront l'Arsenal, est construit au nord-est de la ville sur la route de Rennes. Sur cette même route, des casernes de régiments d'artillerie sont construites. Un quartier d'infanterie situé route de Pontivy, derrière la gare, complète le tout en 1880. En 1877, est créé le camp de Meucon, un camp d'exercice à une dizaine de kilomètres au nord de la ville. Le Polygone, un champ de manœuvre et de tir, était dans le même temps, créé entre la ville et Saint-Avé.
Grâce à l'implantation de ces régiments, Vannes voit sa population passer de 17 500 habitants en 1880 à 23 000 en 1901. Au début du XXe siècle, la garnison vannetaise fait partie de la XIe région militaire et compte environ 4 000 hommes et 2 300 chevaux. L'État-Major de la 22e division d'infanterie est implanté à Vannes ainsi que la 43e brigade d'infanterie dont fait partie le 116e régiment d'infanterie de ligne qui après une présence par roulement de ses bataillons, s'établit définitivement en 1898.
Faisant partie de la 11e brigade d'artillerie, deux régiments se partagent un vaste casernement de la route de Rennes (aujourd'hui avenue de Verdun). Le 28e régiment d’artillerie de campagne occupe le quartier Sénarmont (aujourd'hui Delestraint) et le 35e régiment d’artillerie de campagne loge au quartier Foucher-Careil (aujourd'hui Foch). Pendant cette période d'avant Première Guerre mondiale, le 85e régiment d'infanterie territoriale tient également garnison à Vannes.
Entre 1918 et 1946, les régiments d'artillerie sont dissous, un bataillon du 65e Régiment d'Infanterie et le 505e régiment de chars de combat les remplacent dans les années 1920. Vannes est pendant cette période le siège de la subdivision militaire du Morbihan.
Entre 1946 et 1963
Cette période marque le retour des artilleurs avec le 10e Régiment d'Artillerie qui sera dissous en 1962, et des fantassins avec les 32e et 71e régiments d'infanterie.En 1947, s'installe la 1re demi-brigade coloniale de commandos parachutistes. La 1re DBCCP est transférée à Bayonne en 1954, l'année suivante le 5e régiment de cuirassiers arrive à Vannes, il sera transféré en Allemagne en 1962.
Depuis 1963
L'année 1963 voit l'arrivée du régiment d'infanterie-chars de marine, transféré en 1996 à Poitiers. Le 1er mars 1963, le 3e régiment d'infanterie de marine est recréé à Vannes. Cette unité des troupes de marine a participé à la guerre de 1870, aux Première et Seconde guerres mondiales, à la guerre du Golfe et à de nombreuses opérations en Afrique et Europe de l'Est. Une partie du régiment est déployé en Afghanistan dans le cadre de la guerre d'Afghanistan et en Côte d'Ivoire dans le cadre de l'opération Licorne. Issu de l'Établissement du Matériel de Vannes (ETAMAT) restructuré le 1er juillet 1999, un détachement du 2e régiment du matériel de Bruz est implanté à Vannes et détachée au 3e RIMa.
Le 1er janvier 2011 à la suite de la création de la base de défense pilote de Coëtquidan le 1er janvier 2010 est créée la Base de défense de Vannes-Coëtquidan, intégrant le  3e RIMa  ainsi que les Écoles de Saint-Cyr Coëtquidan. Une base de défense est une aire géographique qui regroupe dans son périmètre les formations du ministère de la défense français dont l'administration générale et le soutien commun sont mutualisés.